# Equazione di Pell
L'equazione di Pell è un'equazione diofantea quadratica in due variabili, del tipo
{\displaystyle x^{2}-dy^{2}=1}, oppure
{\displaystyle x^{2}-dy^{2}=-1}
Le equazioni del primo tipo ammettono una soluzione banale per ogni valore di d, cioè {\displaystyle x=\pm 1,~y=0}, e possono essere risolte in interi non banali per ogni valore di d che non sia un quadrato perfetto. Quelle del secondo tipo hanno invece soluzione soltanto per alcuni casi particolari.
Il nome dell'equazione deriva da quello del matematico inglese John Pell, al quale Eulero attribuì (probabilmente per errore) il metodo per trovarne le soluzioni.

## Metodo risolutivo
Per risolvere un'equazione di Pell si sviluppa innanzitutto {\displaystyle {\sqrt {d}}} in frazione continua:
{\displaystyle {\sqrt {d}}=q_{0},{\overline {q_{1},q_{2},\ldots ,q_{n},2q_{0}}}}
per poi considerare l'n-esimo convergente, {\displaystyle {\frac {A_{n}}{B_{n}}}}. La soluzione {\displaystyle x_{0}=A_{n},~y_{0}=B_{n}} riguarderà l'equazione {\displaystyle x^{2}-dy^{2}=1}, oppure quella {\displaystyle x^{2}-dy^{2}=-1} a seconda che n sia dispari o pari. In quest'ultimo caso si prolunga la frazione continua di un altro periodo, fino ad arrivare ai convergenti {\displaystyle x=A_{2n+1},~y=B_{2n+1}} che risolvono l'equazione per +1.

### Ulteriori soluzioni
Si può dimostrare che ogni soluzione x,y dell'equazione di Pell è data da
{\displaystyle x+y{\sqrt {d}}=(x_{0}+y_{0}{\sqrt {d}})^{i}}
per certi interi {\displaystyle x_{0},y_{0}} e un intero {\displaystyle i} positivo.
Infatti, consideriamo l'anello {\displaystyle \mathbb {Z} [{\sqrt {d}}]=\{a+b{\sqrt {d}}|a,b\in \mathbb {Z} \}} (d>0), contenuto in {\displaystyle \mathbb {R} }. Può essere definita una norma moltiplicativa {\displaystyle a^{2}-db^{2}}. Ora, la norma di {\displaystyle x+y{\sqrt {d}}} è 1, se e solo se (x,y) è una soluzione dell'equazione di Pell, ed è quindi un'unità per l'anello (ovvero è invertibile). 
Sia ora {\displaystyle u=x_{0}+y_{0}{\sqrt {d}}} la più piccola unità maggiore di 1. Anche tutti gli elementi nella forma ui hanno norma 1, e quindi le loro componenti sono ancora soluzioni dell'equazione di Pell. Se esistesse un'altra soluzione q, essa dovrebbe trovarsi tra due potenze di u:
{\displaystyle u^{n}<q<u^{n+1}}
ovvero, dividendo per un (il che è possibile perché è un elemento invertibile dell'anello), 
{\displaystyle 1<qu^{-n}<u}
ovvero dovrebbe esistere un'altra soluzione {\displaystyle q'=qu^{-n}} compresa tra 1 ed u. Ma avevamo supposto u come la minore soluzione possibile, e quindi questo è assurdo, ovvero tutte le soluzioni sono potenze della soluzione base {\displaystyle (x_{0},y_{0})}.

## Dimostrazione del metodo
Dalla teoria delle frazioni continue si ha che, dati due coefficienti consecutivi {\displaystyle {\frac {A_{n}}{B_{n}}}} e {\displaystyle {\frac {A_{n-1}}{B_{n-1}}}} ad un numero irrazionale α, questi verificano la relazione
{\displaystyle \alpha ={\frac {\alpha _{n+1}A_{n}+A_{n-1}}{\alpha _{n+1}B_{n}+B_{n-1}}}},
dove {\displaystyle \alpha _{n+1}} è il quoziente completo dopo {\displaystyle q_{n}}. Nel caso della frazione continua per {\displaystyle {\sqrt {d}}}, risulterà
{\displaystyle \alpha _{n+1}=2q_{0}+{\frac {1}{q_{1}+}}+{\frac {1}{q_{2}+}}\cdots ={\sqrt {d}}+q_{0}}
Sostituendo questo valore, si ottiene
{\displaystyle {\sqrt {d}}[({\sqrt {d}}+q_{0})B_{n}+B_{n-1}]=({\sqrt {d}}+q_{0})A_{n}+A_{n-1}}
{\displaystyle dB_{n}+{\sqrt {d}}(q_{0}B_{n}+B_{n-1})=q_{0}A_{n}+A_{n-1}+{\sqrt {d}}A_{n}}
e poiché {\displaystyle A_{n},~B_{n},~A_{n-1},~B_{n-1}} sono numeri interi, si può spezzare l'equazione in una parte contenente {\displaystyle {\sqrt {d}}}, sicuramente irrazionale, ed in una parte che non la contiene (sicuramente intera) ottenendo le due equazioni
{\displaystyle dB_{n}=q_{0}A_{n}+A_{n-1}~~~}   e
{\displaystyle q_{0}B_{n}+B_{n-1}=A_{n}~~~}   (quest'ultima dopo aver semplificato le radici)
Possiamo ora trasformarli in espressioni per {\displaystyle A_{n-1}} e {\displaystyle B_{n-1}}:
{\displaystyle A_{n-1}=dB_{n}-q_{0}A_{n}~~~} e
{\displaystyle B_{n-1}=A_{n}-q_{0}B_{n}~~~\;}
Sappiamo anche (sempre dalla teoria delle frazioni continue) che due convergenti qualsiasi verificano:
{\displaystyle A_{n}B_{n-1}-B_{n}A_{n-1}=(-1)^{n-1}}
e quindi sostituendo si ha
{\displaystyle A_{n}^{2}-dB_{n}^{2}=(-1)^{n-1}}
che è l'equazione di Pell che stavamo cercando. Se ora n è dispari, avremo una soluzione con +1; se è pari, otterremo una soluzione con -1 Per ottenerne una positiva basta però prolungare la frazione continua di un altro periodo; in tal modo si otterrà, prima del successivo termine {\displaystyle 2q_{0}}, un termine di indice 2n+1, che risolverà l'equazione.
Si può dimostrare inoltre che se il periodo della frazione continua per {\displaystyle {\sqrt {d}}} ha un numero dispari di termine nella parte simmetrica (ovvero c'è un termine centrale), l'equazione {\displaystyle x^{2}-dy^{2}=-1} non ha soluzioni.

## Generalizzazioni
Un'equazione di Pell generalizzata è nella forma
{\displaystyle x^{2}-dy^{2}=\pm M}
le cui soluzioni sono fornite da un opportuno convergente alla frazione continua per {\displaystyle {\sqrt {d}}}.